# Conférence de Madrid de 1991
 (octobre 2017).
Si vous disposez d'ouvrages ou d'articles de référence ou si vous connaissez des sites web de qualité traitant du thème abordé ici, merci de compléter l'article en donnant les références utiles à sa vérifiabilité et en les liant à la section « Notes et références ».
Pour les articles homonymes, voir Conférence de Madrid.

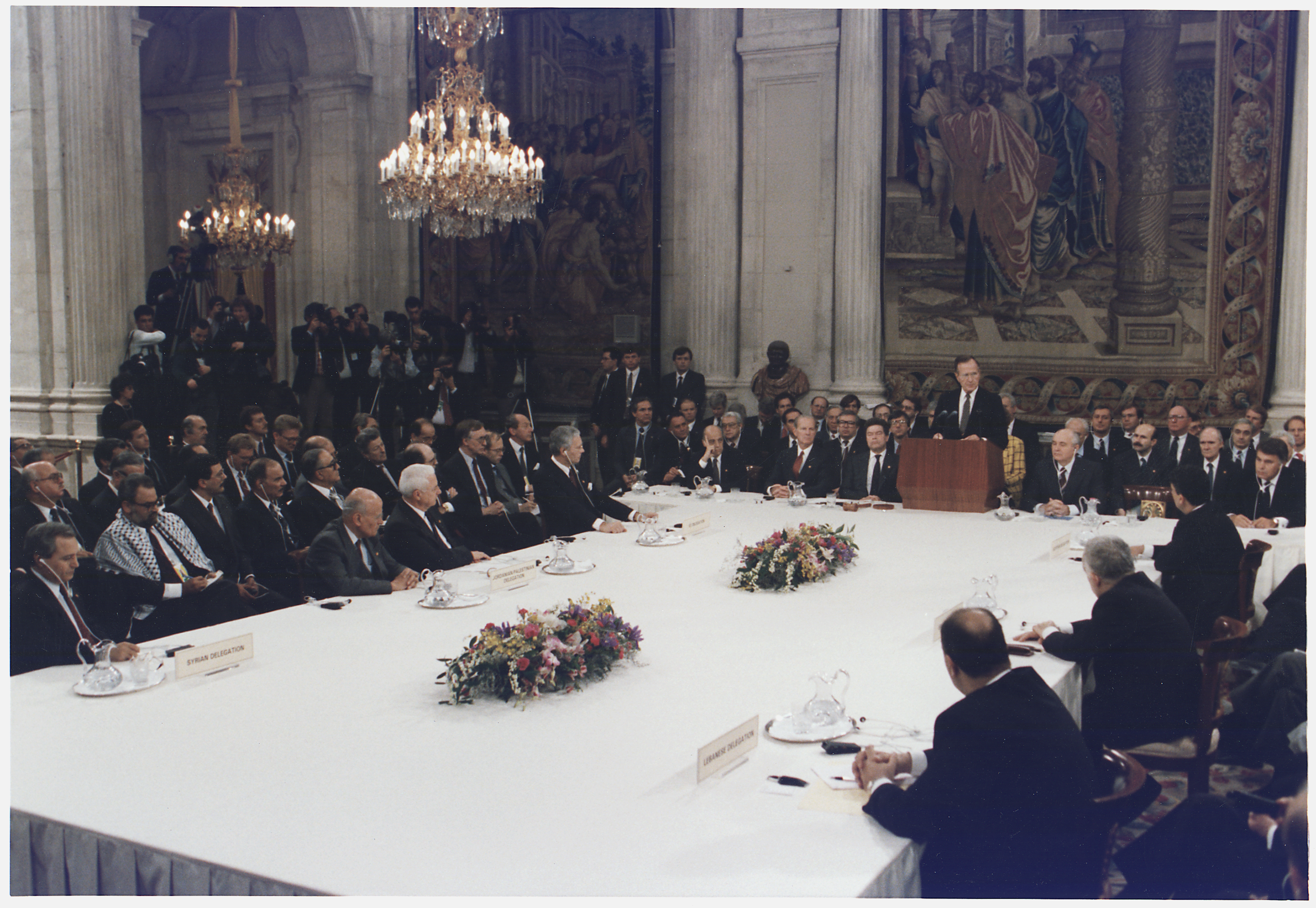
Le président des États-Unis George H. W. Bush s'adresse à l'assistance durant la conférence au palais royal de Madrid.

La conférence de Madrid s'est déroulée sur trois jours à partir du 30 octobre 1991, accueillie par l'Espagne et soutenue conjointement par les États-Unis et l'Union soviétique. Ce fut la première tentative de la communauté internationale pour engager un processus de paix au Proche-Orient, par le biais de négociations impliquant Israël et les pays arabes dont la Syrie, le Liban, la Jordanie et la Palestine. Le succès de la conférence fut de favoriser des discussions de paix qui conduisirent aux accords d'Oslo de 1993 et au traité de paix israélo-jordanien de 1994.

## Contexte
Au lendemain de la guerre du Golfe de 1991, le Président américain George H. W. Bush et son secrétaire d'État James Baker établirent des objectifs et transmirent avec l'URSS des lettres d'invitation pour le 30 octobre 1991, à l'attention d'Israël, de la Syrie, du Liban, de la Jordanie et des Palestiniens. La délégation palestinienne n'était pas une représentation de l'OLP en raison de la non-reconnaissance de cette organisation par l'État d'Israël. Toutefois, des  Palestiniens des territoires palestiniens occupés en faisaient partie et étaient en contact permanent avec la direction de l'OLP exilée à Tunis.

## Déroulement
La conférence ne disposait d'aucun moyen de pression sur les participants pour leur imposer une quelconque solution mais ne devait être qu'un forum pour amorcer des discussions multilatérales. Syriens et Libanais s'accordèrent sur une position et une stratégie communes.
Des discussions de paix se déroulèrent entre les Israéliens et leurs trois pays voisins arabes, tandis que l'idée prit forme d'une solution en deux étapes pour régler le conflit israélo-palestinien: une première étape de gouvernance intérimaire palestinienne puis une seconde pour régler les statuts définitifs des points bloquants. La première étape aboutit aux accords d'Oslo qui établirent l'Autorité palestinienne en 1993.
Le Premier ministre israélien, Itzhak Shamir, donne pour ordre à la délégation israélienne, dont le porte-parole est Benjamin Nétanyahou : « Négociez, avec lenteur, sans aboutir » à un accord. Le gouvernement israélien est alors opposé à tout accord avec les Palestiniens sur la question de l’État palestinien en devenir, du statut de Jérusalem ou du droit au retour des réfugiés.

## Résultats
Les négociations prévues par cette solution démarrèrent immédiatement après la conférence, le 3 novembre 1991 à Madrid, et furent suivies d'une douzaine de rencontres formelles à Washington du 9 décembre 1991 au 24 janvier 1994.
Les discussions multilatérales qui commencèrent à Moscou à partir du 28 janvier 1992, puis dans des capitales européennes et moyen-orientales, s'organisèrent sous la forme de cinq forums dédiés chacun à un problème à résoudre dans la région: l'eau, l'environnement, le contrôle des armes, la question des réfugiés, et le développement économique. Ces discussions furent gelées pendant plusieurs années avant de reprendre sous la forme de groupes de travail à partir du 31 janvier 2000 à Moscou.
Les échanges bilatéraux amorcés entre Israéliens et Palestiniens se poursuivirent par des rencontres secrètes et des lettres avant d'aboutir à la signature à la Maison-Blanche d'une Déclaration de principe qui s'appuyait sur des idées émises lors de la conférence de Madrid mais qui avaient rejetées dans un premier temps par les négociateurs palestiniens.
Les négociations israélo-jordaniennes aboutirent à un traité de paix en 1994 tandis que les négociations israélo-syriennes n'aboutirent pas, bien que certains aient rapporté que la paix était proche.
La conférence de Madrid permit à Israël d'avoir des relations diplomatiques avec un plus grand nombre de pays telles des puissances comme la Chine et l'Inde, mais aussi avec certains autres pays arabes comme Oman, le Qatar, la Tunisie, et la Mauritanie.